# Alps i Prealps de la Provença
Els Alps i Prealps de la Provença (en francès, Alpes et Préalpes de Provence; en italià, Alpi Marittime e Prealpi di Nizza) són una secció (concretament la 3) del sector dels Alps del sud-oest, segons la classificació SOIUSA, amb el seu punt més elevat a 2.961 msnm al cim de la Tête de l'Estrop.

## Classificació

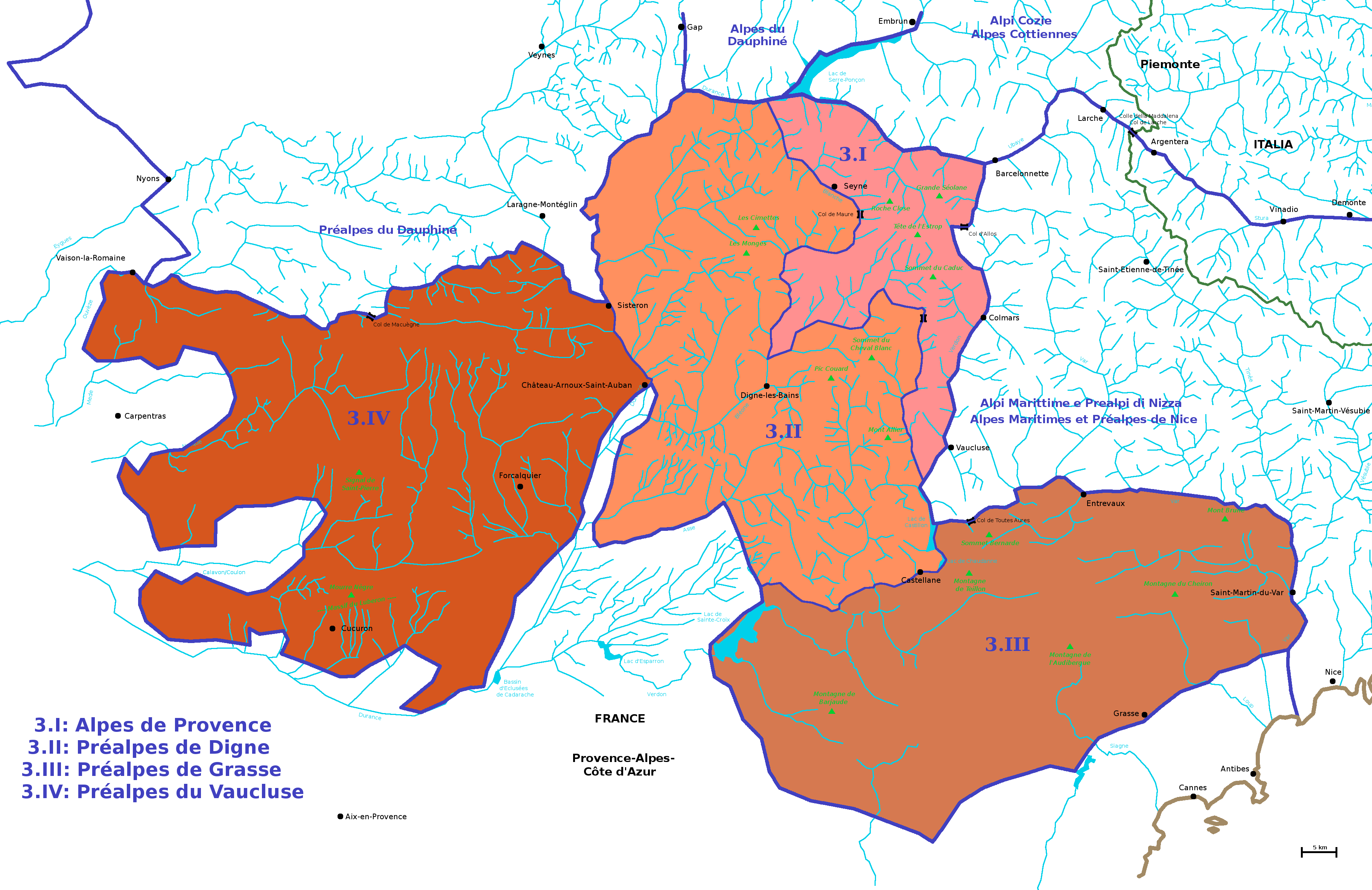
Mapa esquemàtic de la secció Alps i Prealps de la Provença segons la SOIUSA. Es fan evidents quatre subseccions: 3.I Alps de la Provença, 3.II Prealps de Digne, 3.III Prealps de Grasse, 3.IV realps de Vaucluse

La Partició dels Alps que es va adoptar l'any 1926, després del IX Congrés Geogràfic Italià de 1924, considerava aquesta partició com dues seccions: els Alps de Provença i els Prealps de Provença.
La nova classificació internacional SOIUSA, publicada el 2005, la considera una secció dels Alps occidentals (sector dels Alps del sud-oest). A la vegada aquesta secció es divideix en les subseccions següents:
Subsecció: Alps de la Provença (3.I)
- Cadena Séolane-Estrop-Caduc-Blanche

Subsecció: Prealps de Digne (3.II)
- - Prealps meridionals de Digne
  - Prealps septentrionals de Digne

Subsecció: Prealps de Grasse (3.III)
- Cadena Bernarde-Monte Brune-Teillon
- Cadena Cheiron-Audibergue
- Cadena Malay-Barjaude

Subsecció: Prealps de Vaucluse (3.III)
- Muntanyes de Vaucluse i de Lura
  - Massís del Luberon

Les tres subseccions: Prealps de Digne, Prealps de Grasse i Prealps de Vaucluse venen a anomenar-se Prealps de la Provenza.